# Benvingut al club
Benvingut al club (títol original en anglès: Welcome to the Club) és una pel·lícula britànica dirigida per Walter Shenson, estrenada el 1971. Ha estat doblada al català. L'argument gira entorn el 1945, per tal de lluitar contra la segregació racial al si de l'exèrcit dels Estats Units, un oficial contracta una coral afroamericana per acompanyar el seu grup.

## Repartiment
- Brian Foley: Andrew Oxblood
- Jack Warden: General Strapp
- Andy Jarrell: Robert E. Lee Fairfax
- Kevin O'Connor: Harrison W. Morve
- Francesca Tu: Hogan
- David Toguri: Hideki Ikada
- Al Mancini: Soldat Marcantonio
- Art Wallace: Coronel Buonocuore
- Marsha A. Hunt: Leah Wheat
- Joyce Wilford: Shawna O'Shay
- Lon Satton: Marshall Bowles
- Christopher Malcolm: Soldat Henry Hoe
- John Dunn-Hill: Soldat O'Malley
- Louis Quinn: Capità Sigmus